# Revoluția Ungară din 1956
Revoluția Ungară din 1956 împotriva dictaturii bolșevice și a ocupației sovietice (în maghiară 1956-os forradalom) a început în ziua de 23 octombrie. Sătui de conducerea lui Mátyás Rákosi, studenții au declanșat o demonstrație pașnică, care s-a transformat în revoluție violentă, sfârșită printr-un masacru comis de trupele sovietice în 10-11 noiembrie 1956. Pierderile de vieți s-au estimat la circa 2.500 maghiari și 700 soldați sovietici; alți aproximativ 200.000 de locuitori au părăsit Ungaria, refugiindu-se în Occident.

## Situația în pragul revoluției
În 1953 Ungaria a trecut printr-o perioadă tulbure, extrem de agitată, provocată de excesele conducerii  maghiare staliniste: în jur de 40.000 de oameni nevinovați au fost arestați și aruncați în pușcărie, sub supravegherea poliției maghiare ÁVH; alți aproximativ 13.000 de cetățeni au fost exilați în provincie, cu interdicția de a se întoarce la Budapesta. Între 1950 și 1953 un milion de oameni erau sub procedură juridică inițiată de procuratură, astfel că din doi oameni unul era acuzat. La 5 martie 1953 Stalin a decedat, iar congresul al XX-lea al Partidului Comunist Sovietic s-a delimitat de politica dură practicată până atunci în toate statele blocului sovietic, cu deosebire în Ungaria, și a început procesul de destalinizare. În luna iunie 1956 secretarul cu probleme ideologice al PCUS, Mihail Suslov, a transmis un mesaj cu dublu înțeles către conducătorii unguri: Mátyás Rákosi trebuie să rămână, dar Kádar, care reprezintă nemulțumirea taberei comuniste loiale, și care e de origine maghiară, trebuie adus la conducere; Suslov a menționat, de asemenea, că sunt prea mulți evrei în  conducerea statului comunist maghiar - ceea ce este anormal, iar prin instalarea la conducere a lui János Kádár, comuniștii maghiari pot menține dominația absolută asupra statului ungar și, în același timp, să evite o criză internă.
În consecință, la 18 iulie 1956, Mátyás Rákosi a fost forțat să demisioneze din funcția de Secretar General al Partidului Comunist, fiind înlocuit de Ernő Gerő.

## Începutul revoluției
Pe parcursul anului 1956 văduva comunistului secui László Rajk, executat în 1949 de regimul Mátyás Rákosi, a obținut reabilitarea fostului ei soț și aprobarea înhumării osemintelor sale în cimitirul Kerepesi. Ceremonia respectivă, care a avut loc pe 6 octombrie, a fost punctul de plecare a revoluției din 1956.
La 23 octombrie 1956 sute de mii de oameni au cerut demisia guvernului bolșevic opresiv. Drapelul maghiar cu emblema comunistă a fost dat jos, iar spre seara zilei de 23 octombrie 1956, studenții de la Universitatea Tehnică au demonstrat pe bulevardul Jozef Bem, afișându-și solidaritatea cu manifestanții pro-Gomułka din Polonia. Foarte repede studenții au reușit să-i coopteze și pe alții, cu intenția schimbării demonstrației în protest. Mulți soldați maghiari s-au alăturat protestatarilor, scoțându-și steaua sovietică de pe șapcă. Fără a avea vreun lider, circa 100.000 de demonstranți  au traversat Dunărea spre clădirea Parlamentului, manifestând pașnic. Situația s-a schimbat, însă, dramatic în momentul când trupele securității maghiare, numită (ÁVH), au deschis focul și au omorât sute de demonstranți.

## Intervenția sovietică
În 23 octombrie 1956 Uniunea Sovietică a executat o intervenție militară în Ungaria. Această intervenție fusese plănuită încă din aprilie (atunci când conducerea sovietică a aflat că Rákosi a plănuit eliminarea unui mare număr de intelectuali maghiari, iar Gerő a pierdut controlul asupra țării, situația internă putând deveni explozivă). Trupele sovietice erau staționate de mai multă vreme, în așteptare, pe teritoriul României.
Intervenția sovietică a avut loc pe data 23 octombrie 1956, chiar în aceeași zi când la Budapesta avea loc un mare miting studențesc - desfășurat la Universitatea Tehnică. Timp de 5 zile s-au dus lupte dure între studenți și forțele AVH (poliția secretă maghiară), ajutate de trupele sovietice (sub pretextul de a apăra țara de invazia NATO). În această etapă trupele sovietice au luptat numai în Budapesta, neintervenind în restul țării, iar comandanții sovietici negociau cu revoluționarii în cazurile schimburilor de focuri locale. Ungaria era condusă la acea vreme de un guvern prezidat de reformistul Imre Nagy, un executiv care nu va obține credibilitatea în fața populației decât în momentul în care va negocia statutul trupelor sovietice de pe teritoriul ungar. La 30 octombrie 1956 sovieticii mimează intenția de negociere, iar la 3 noiembrie își schimbă radical poziția, procedând la ocuparea prin forță militară a Budapestei. Imre Nagy a fost înlocuit, iar în fruntea guvernului a fost pus János Kádár. Insurecția s-a soldat cu mii de morți, 13.000 de răniți, cu deportarea a 16.000 de persoane și exilarea a peste 100.000.

## Guvernul Imre Nagy (23 octombrie - 4 noiembrie 1956)
Imre Nagy a fost desemnat ca prim-ministru de partidul comunist maghiar, dar mulți dintre susținătorii lui inițiali crezând, în mod greșit, că va susține o linie politică agresivă - la fel ca Ernő Gerő sau ca András Hegedűs, care a declarat starea de necesitate și care au aprobat intrarea trupelor sovietice în Ungaria - l-au denunțat ca trădător. Foarte repede, însă, a devenit evident faptul că Imre Nagy era împotriva intervenției trupelor Armatei Roșii, mai ales că acesta primise asigurări (care s-au dovedit, în final, mincinoase) de la Yuri Andropov că Uniunea Sovietică nu va utiliza violența pentru stopa revoluția maghiară.
În cursul revoluției, mulți politicieni arestați, inclusiv înalți prelați ai Bisericii, precum cardinalul József Mindszenty, au fost eliberați. În acele zile au reapărut pe scena politică partide politice care fuseseră interzise în perioada 1945-1949, Ungaria având chiar intenția să declare ieșirea din Pactul de la Varșovia.

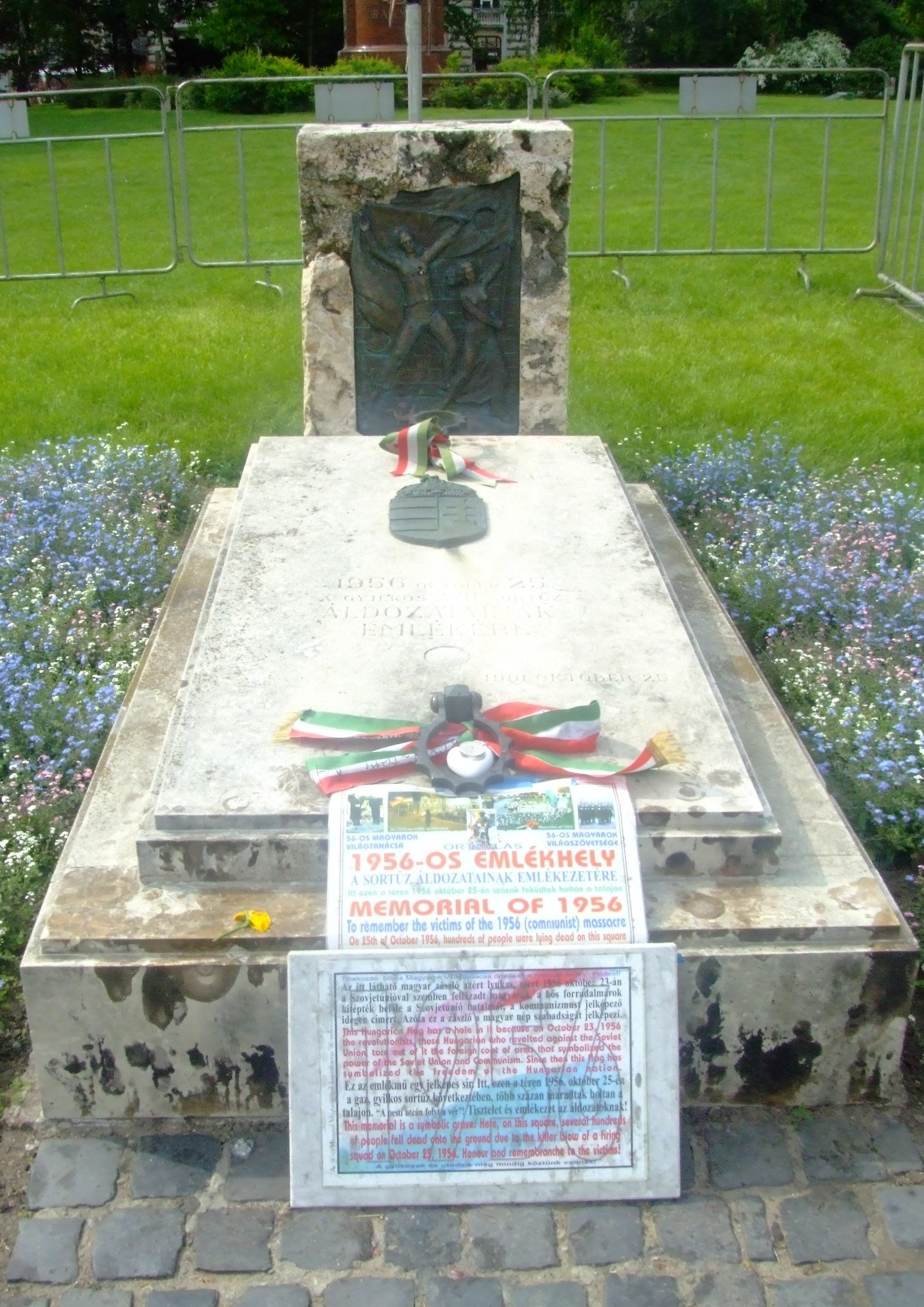
Monumentul de lângă Parlamentul Ungar din Budapesta, ridicat în memoria celor care au murit în revoluție.

## Înăbușirea Revoluției (4 - 10 noiembrie 1956)
În 4 noiembrie 1956 trupele sovietice au intrat din nou în Ungaria. Uniunea Sovietică a justificat intervenția militară și impunerea guvernului János Kádár, în 3 noiembrie 1956, prin responsabilitatea față de Pactul de la Varșovia . Această intervenție a fost o operațiune militară combinată: bombardamente de artilerie coordonate cu  acțiuni ale blindatelor (6000 de tancuri). Imre Mécs a afirmat că armata sovietică a folosit mai multe tancuri împotriva Ungariei decât au folosit germanii pentru invadarea URSS în cel de-al Doilea Război Mondial. Ținta principală a fost Budapesta, care a fost bombardată de artileria sovietică. Această acțiune a continuat până ce Consiliul muncitoresc, studenții și intelectualii au cerut încetarea focului  (10 noiembrie 1956)
- Trupele sovietice trec granița sovieto-maghiară și se îndreaptă spre Budapesta.
- La ora 4.15 toată Ungaria este invadată de armata sovietică.
- În 4 noiembrie 1956, la ora 5:05, János Kádár se adresează poporului maghiar cu o scrisoare deschisă și anunță la radio că este prim-ministru.
- Cei mai mulți dintre membrii noului guvern (Antal Apró, István Kossa, Ferenc Münnich, Imre Dögei, Sándor Rónai, György Marosán) au aflat de la radio că sunt membrii guvernului Kádár.
- La ora 4:30, radio Szabad Kossuth  transmite primele știri și începe să emită programe
- La ora 5:20 Imre Nagy, cu o voce dramatică, anunță invadarea Ungariei de către trupele sovietice, iar dimineața, intre orele 6 și 8, Imre Nagy și membrii guvernului solicită azil la Ambasada Iugoslaviei.
- Imre Nagy a fost arestat în 22 noiembrie (inițial, de János Kádár), și dus în România. Aici, cu concursul Securității, este deținut într-o casă conspirativă din Snagov, sub pază și strictă supraveghere. Convorbirile telefonice îi erau interceptate, corespondența confiscată, fiind - de asemenea - filat 24 de ore din 24. De îndată ce comuniștii unguri, la cererea expresă a Moscovei, cer românilor predarea lui Nagy pentru a fi "judecat", iar guvernul român execută.
- Este readus în Ungaria, la Budapesta, și, printr-un simulacru de proces, în buna tradiție a justiției staliniste, este condamnat la moarte  prin spânzurare (16 iunie 1958).
- În total au fost condamnate la moarte 350 de persoane, printre care se numără și elevul Péter Mansfeld, care fiind minor s-a așteptat vârsta majoratului ca să poată fi condamnat la moarte.